# 庄家后山遗址
庄家后山遗址，位于中国吉林省东辽县白泉镇安全村，为一个省级文物保护单位，类型为古遗址，公布时间为2007年5月31日。该文物保护单位由东辽县文物管理所管理。
庄家后山遗址的历史年代为青铜时代。